# 官廉
官廉（1444年—1484年），字汝清，號韋軒，又號後樂居士，山东平度州（今平度市）人。明朝政治人物。官至户部郎中。

## 生平
官廉自幼聪慧，十二岁进学，天顺八年（1464年）年仅二十岁考中甲申科三甲进士。授工部虞衡司主事，不久就因母丧丁忧返家。
成化三年（1467年），官廉守丧结束，回京继续担任工部主事。后奉命到浙江“采办大木”，任务完成后改户部主事。升员外郎。成化十七年（1481年），前往景州、阜平查办皇庄侵夺百万亩农田的案件，过程中秉公执法，并上书革除皇庄欺压民众的积弊，获得批准。后升户部郎中，督理蓟东粮饷，任职三年，政绩卓著，病卒于任内。年四十一。

## 著作
官廉工诗文，著作颇多，有《瀛洲集》、《贤奕集》、《运甓集》、《皇華清興集》、《蓟东集》等。

## 家族
官廉弟官贤，弘治三年（1490年）庚戌科进士，官至陕西提学佥事。